# Mutua colaboradora con la Seguridad Social
En España, una mutua colaboradora con la Seguridad Social es cualquiera de las asociaciones de empresarios constituidas para colaborar con la Seguridad Social en la gestión de las contingencias profesionales, accidentes de trabajo y enfermedades profesionales del personal al servicio de los empresarios asociados. Actualmente, las mutuas colaboradoras con la Seguridad Social están reguladas por la Ley 35/2014, de 26 de diciembre.
Su denominación anterior es «mutua de accidentes de trabajo y enfermedades profesionales de la Seguridad Social» (MATEPSS).
Las mutuas se encargan de administrar la incapacidad temporal por contingencias comunes desde 1996, las prestaciones por riesgo en el embarazo y durante la lactancia natural a partir de 2007, el cese de actividad para los trabajadores autónomos desde 2010, y la prestación por cuidado de menores con cáncer u otra enfermedad grave desde 2011.

## Origen
El origen de las actuales mutuas de la Seguridad Social está en las Mutuas de Accidentes de trabajo. En la primera mitad del siglo XX fueron éstas, más que las dedicadas al sector de la salud y enfermedad, las predominantes; y constituían una suerte de seguro privado, hasta que por ley de 1966 se transformaron en seguro social.
La primera ley de accidentes de trabajo fue aprobada el 30 de enero de 1900 durante el gobierno conservador de Eduardo Dato y, aunque no obligaba al empresario a contratar un seguro para sus empleados, le responsabilizaba de los accidentes de sus trabajadores. Debido a ello surgieron numerosas mutuas patronales y compañías de seguros. La primera de ellas fue La Previsora, constituida en Vitoria el 25 de marzo de 1930. Hacia 1910, las mutuas representaban cerca del 10 % de las primas, y su difusión, impulsada por los cambios legislativos, amplió esta cifra hasta el 30 % en 1960.
Las mutuas patronales fueron la forma preferida por los patronos españoles para afrontar sus responsabilidades en los accidentes laborales; sin embargo, ya desde 1910 había descontento por la insuficiencia de su cobertura y se llegaron a presentar diversos proyectos de ley en 1910, 1914 y 1916 que no prosperaron. En ellos se precisaban más las industrias y trabajos donde existía responsabilidad del patrono, se aumentaban las indemnizaciones al obrero, que seguían siendo exiguas, se aseguraba el cobro íntegro de las sumas fijadas, se aclaraban las prestaciones de asistencia médica y farmacéutica, se aumentaban las indemnizaciones a los hijos y nietos del obrero fallecido y se sistematizaban las normas aparecidas sobre prevención de accidentes. También se trataba con mayor extensión el tema del seguro, la organización de las mutuas patronales y la creación de un Fondo Especial de Garantía. Hubo que esperar hasta la Ley Matos de 10 de enero de 1922 para que se contemplaran todos estos supuestos además de un incremento en las indemnizaciones y para asegurar todo ello se creaba ese Fondo Especial de Garantía que tanta controversia había originado. Además, la Ley Matos, rechazaba la posibilidad que la «imprudencia profesional» pudiese eximir al empresario de su responsabilidad. Aunque fue aprobada, los patronos solo vieron satisfactorio en la Ley Matos que el seguro siguiera siendo voluntario y de gestión privada.
Durante la República, en 1932 promulgó una nueva ley de accidentes de trabajo que introdujo el seguro obligatorio y en 1955 la ley de 2 de diciembre unificó la legislación sobre accidentes de trabajo por incapacidad permanente y muerte en la industria, en la agricultura y en el mar; llegándose a la ley de bases de la seguridad social el 28 de diciembre de 1963 que creó un sistema de protección único y público. El decreto de 21 de abril de 1966 articuló el contenido de esa ley.

## Constitución
La mutua colaboradora, debidamente autorizada, se constituye con el objeto de colaborar, bajo la dirección y tutela de la autoridad competente, en la gestión de las contingencias profesionales, accidentes de trabajo y enfermedades profesionales del personal a su servicio, con sujeción a las normativa vigente y con la responsabilidad mancomunada de sus miembros. Una vez inscritas en el registro existente al efecto, las mutuas tienen personalidad jurídica propia y son entidades sin ánimo de lucro. Las inscripciones en el registro se publican en el Boletín Oficial del Estado.

## Gestión y administración de las mutuas
Las mutuas coordinan su actuación con las entidades gestoras y Servicios Comunes de la Seguridad Social, así como con las administraciones públicas que tengan atribuidas competencias relacionadas con los distintos aspectos de la colaboración.
Los órganos colegiados de gobierno de las mutuas son la junta general y la junta directiva. Entre los unipersonales, las mutuas nombran un director gerente, cuya designación, por su carácter profesional, recae en personas que no tienen la condición de asociado.
La participación institucional en el control y seguimiento de la gestión de las mutuas se efectúa por la Comisión de control y seguimiento. Asimismo, la participación de los trabajadores protegidos por la mutua en la dispensa de las prestaciones y beneficios de asistencia social se realiza a través de la Comisión de prestaciones especiales.[cita requerida]

## Otras coberturas
También pueden asumir la cobertura de la prestación económica por incapacidad temporal derivada de contingencias comunes del personal al servicio de los empresarios asociados, de los trabajadores incluidos en el Régimen Especial de los Trabajadores por Cuenta Propia o Autónomos (RETA) y de los incluidos en el Régimen Especial de la Seguridad Social de los Trabajadores del Mar (RETMA).
Las mutuas aceptan toda proposición de asociación y de adhesión que les formulen, en los mismos términos y con igual alcance que las Entidades Gestoras de la Seguridad Social, y asumen la cobertura de que se trate.